# Kališnik, Podkoren
Kališnik je potok, ki izvira pod goro Kališje (1435 m) blizu avstrijsko-slovenske meje in se kot desni pritok pridruži potoku Krotnjek, ki se pri naselju Podkoren izliva v Savo Dolinko.